# باران دشت
دهیار:نادر ریگی
باران دشت روستایی در دهستان گوهرکوه بخش گوهرکوه شهرستان تفتان استان سیستان و بلوچستان ایران است.دهیار:نادر ریگی

## جمعیت=۹۲ خانوار
دهیار=نادر ریگی
بر پایه سرشماری عمومی نفوس و مسکن در سال ۱۳۹۵ جمعیت این روستا ۳۴۲ نفر (۹۲خانوار) بوده‌است.